# Vstupní draft NHL 2000
Vstupní draft NHL 2000 byl 39. vstupním draftem v historii NHL.

## Výběry v draftu
Výběry v jednotlivých kolech:
- 1. kolo
- 2. kolo
- 3. kolo
- 4. kolo
- 5. kolo
- 6. kolo
- 7. kolo
- 8. kolo
- 9. kolo

### 1. kolo
| Výběr | Hráč                                | Národnost | Tým NHL                                    | Vysokoškolský/juniorský/tehdejší tým             |
| ----- | ----------------------------------- | --------- | ------------------------------------------ | ------------------------------------------------ |
| 1     | Rick DiPietro (Brankář)             | USA       | New York Islanders                         | Boston University (Hockey East)                  |
| 2     | Dany Heatley (Pravé křídlo)         | Kanada    | Atlanta Thrashers                          | University of Wisconsin–Madison (WCHA)           |
| 3     | Marián Gáborík (Levé křídlo)        | Slovensko | Minnesota Wild                             | Trenčín Jr. (Slovensko)                          |
| 4     | Rostislav Klesla (Obránce)          | Česko     | Columbus Blue Jackets                      | Brampton Battalion (OHL)                         |
| 5     | Raffi Torres (Levé křídlo)          | Kanada    | New York Islanders (z Tampy Bay Lightning) | Brampton Battalion (OHL)                         |
| 6     | Scott Hartnell (Pravé křídlo)       | Kanada    | Nashville Predators                        | Prince Albert Raiders (WHL)                      |
| 7     | Lars Jonsson (Obránce)              | Švédsko   | Boston Bruins                              | Leksands IF Jr. (Švédsko)                        |
| 8     | Nikita Alexejev (Pravé křídlo)      | Rusko     | Tampa Bay Lightning (z New York Rangers)   | Erie Otters (OHL)                                |
| 9     | Brent Krahn (Brankář)               | Kanada    | Calgary Flames                             | Calgary Hitmen (WHL)                             |
| 10    | Michail Jakubov (Střední útočník)   | Rusko     | Chicago Blackhawks                         | HC Lada Togliatti (Rusko)                        |
| 11    | Pavel Vorobjov (Pravé křídlo)       | Rusko     | Chicago Blackhawks (z Vancouveru Canucks)  | Lokomotiv Jaroslavl (Rusko)                      |
| 12    | Alexej Smirnov (Levé křídlo)        | Rusko     | Mighty Ducks of Anaheim                    | Tver (Rusko)                                     |
| 13    | Ron Hainsey (Obránce)               | USA       | Montreal Canadiens                         | University of Massachusetts Lowell (Hockey East) |
| 14    | Václav Nedorost (Střední útočník)   | Česko     | Colorado Avalanche (z Caroliny Hurricanes) | Budějovice Jr. (Česko)                           |
| 15    | Artěm Krjukov (Útočník)             | Rusko     | Buffalo Sabres                             | Lokomotiv Jaroslavl (Rusko)                      |
| 16    | Marcel Hossa (Střední útočník)      | Slovensko | Montreal Canadiens (ze San Jose Sharks)    | Portland Winter Hawks (WHL)                      |
| 17    | Alexej Michnov (Útočník)            | Rusko     | Edmonton Oilers                            | Lokomotiv Jaroslavl (Rusko)                      |
| 18    | Brooks Orpik (Obránce)              | USA       | Pittsburgh Penguins                        | Boston College (Hockey East)                     |
| 19    | Krystofer Kolanos (Střední útočník) | Kanada    | Phoenix Coyotes                            | Boston College (Hockey East)                     |
| 20    | Alexandr Frolov (Levé křídlo)       | Rusko     | Los Angeles Kings                          | Lokomotiv Jaroslavl (Rusko)                      |
| 21    | Anton Volčenkov (Obránce)           | Rusko     | Ottawa Senators                            | CSKA Moskva (Rusko)                              |
| 22    | David Hale (Obránce)                | USA       | New Jersey Devils (z Colorada Avalanche)   | Sioux City Musketeers (USHL)                     |
| 23    | Nathan Smith (Střední útočník)      | Kanada    | Vancouver Canucks (z Floridy Panthers)     | Swift Current Broncos (WHL)                      |
| 24    | Brad Boyes (Střední útočník)        | Kanada    | Toronto Maple Leafs                        | Erie Otters (OHL)                                |
| 25    | Steve Ott (Střední útočník)         | Kanada    | Dallas Stars                               | Windsor Spitfires (OHL)                          |
| 26    | Brian Sutherby (Střední útočník)    | Kanada    | Washington Capitals                        | Moose Jaw Warriors (WHL)                         |
| 27    | Martin Samuelsson (Obránce)         | Švédsko   | Boston Bruins (z New Jersey Devils)        | Modo Jr. (Švédsko)                               |
| 28    | Justin Williams (Pravé křídlo)      | Kanada    | Philadelphia Flyers                        | Plymouth Whalers (OHL)                           |
| 29    | Niklas Kronwall (Obránce)           | Švédsko   | Detroit Red Wings                          | Djurgardens IF (Švédsko)                         |
| 30    | Jeff Taffe (Střední útočník)        | USA       | St. Louis Blues                            | University of Minnesota (WCHA)                   |

### 2. kolo
| Výběr | Hráč                               | Národnost | Tým NHL                                           | Vysokoškolský/juniorský/tehdejší tým   |
| ----- | ---------------------------------- | --------- | ------------------------------------------------- | -------------------------------------- |
| 31    | Ilja Nikulin (Obránce)             | Rusko     | Atlanta Thrashers                                 | HC MVD Tver (Rusko)                    |
| 32    | Tomáš Kůrka (Levé křídlo)          | Česko     | Carolina Hurricanes (z Colorada přes Columbus)    | Plymouth Whalers (OHL)                 |
| 33    | Nick Schultz (Obránce)             | Kanada    | Minnesota Wild                                    | Prince Albert Raiders (WHL)            |
| 34    | Ruslan Zajnulin (Pravé křídlo)     | Rusko     | Tampa Bay Lightning                               | Ak Bars Kazaň (Rusko)                  |
| 35    | Brad Winchester (Levé křídlo)      | USA       | Edmonton Oilers (z New York Islanders)            | University of Wisconsin–Madison (WCHA) |
| 36    | Daniel Widing (Pravé křídlo)       | Švédsko   | Nashville Predators                               | Leksands IF (Švédsko)                  |
| 37    | Andy Hilbert (Střední útočník)     | USA       | Boston Bruins                                     | University of Michigan (CCHA)          |
| 38    | Tomáš Kopecký (Střední útočník)    | Slovensko | Detroit Red Wings (z New York Rangers)            | HC Dukla Trenčín (Slovensko)           |
| 39    | Teemu Laine (Pravé křídlo)         | Finsko    | New Jersey Devils (z New York Islanders)          | Jokerit (Finsko)                       |
| 40    | Kurtis Foster (Obránce)            | Kanada    | Calgary Flames D                                  | Peterborough Petes (OHL)               |
| 41    | Tero Maatta (Obránce)              | Finsko    | San Jose Sharks (z Chicaga Blackhawks)            | Jokerit (Finsko)                       |
| 42    | Libor Ustrnul (Obránce)            | Česko     | Atlanta Thrashers (z Vancouveru Canucks)          | Plymouth Whalers (OHL)                 |
| 43    | Matt Pettinger (Levé křídlo)       | Kanada    | Washington Capitals (z Mighty Ducks of Anaheim)   | Calgary Hitmen (WHL)                   |
| 44    | Ilja Bryzgalov (Brankář)           | Rusko     | Mighty Ducks of Anaheim (z Montrealu Canadiens)   | HC Lada Togliatti (Rusko)              |
| 45    | Mathieu Chouinard (Brankář)        | Kanada    | Ottawa Senators                                   | Shawinigan Cataractes (QMJHL)          |
| 46    | Jarret Stoll (Střední útočník)     | Kanada    | Calgary Flames (z Colorada Avalanche)             | Kootenay Ice (WHL)                     |
| 47    | Jared Aulin (Střední útočník)      | Kanada    | Colorado Avalanche (z Caroliny Hurricanes)        | Kamloops Blazers (WHL)                 |
| 48    | Gerard Dicaire (Obránce)           | Kanada    | Buffalo Sabres                                    | Seattle Thunderbirds (WHL)             |
| 49    | Jonas Nordqvist (Střední útočník)  | Švédsko   | Chicago Blackhawks (ze San Jose Sharks)           | Leksands IF (Švédsko)                  |
| 50    | Sergej Soin (Střední útočník)      | Rusko     | Chicago Blackhawks                                | Krylja Sovětov (Rusko)                 |
| 51    | Kris Vernarsky (Střední útočník)   | USA       | Toronto Maple Leafs (z Edmontonu Oilers)          | Plymouth Whalers (OHL)                 |
| 52    | Shane Endicott (Střední útočník)   | Kanada    | Pittsburgh Penguins                               | Seattle Thunderbirds (WHL)             |
| 53    | Alexandr Tatarinov (Pravé křídlo)  | Rusko     | Phoenix Coyotes                                   | Lokomotiv Jaroslavl (Rusko)            |
| 54    | Andreas Lilja (Obránce)            | Švédsko   | Los Angeles Kings                                 | Malmo Redhawks (Švédsko)               |
| 55    | Antoine Vermette (Střední útočník) | Kanada    | Ottawa Senators                                   | Victoriaville Tigres (QMJHL))          |
| 56    | Alexandr Suglobov (Pravé křídlo)   | Rusko     | New Jersey Devils                                 |                                        |
| 57    | Matt DeMarchi (Obránce)            | USA       | New Jersey Devils (z Colorada Avalanche)          | University of Minnesota (WCHA)         |
| 58    | Vladimir Sapožnikov (Obránce)      | Rusko     | Florida Panthers                                  | Metallurg Novokuzněck (Rusko)          |
| 59    | Ivan Huml (Levé křídlo)            | Česko     | Boston Bruins (z Toronta Maple Leafs),            | Langley Chiefs (BCHL)                  |
| 60    | Dan Ellis (Brankář)                | Kanada    | Dallas Stars                                      | North Bay Centennials (OHL)            |
| 61    | Jakub Čutta (Obránce)              | Česko     | Washington Capitals                               | Swift Current Broncos (WHL)            |
| 62    | Paul Martin (Obránce)              | USA       | New Jersey Devils                                 | Elk River High School (USHSW)          |
| 63    | Agris Saviels (Obránce)            | Lotyšsko  | Colorado Avalanche (z Caroliny přes Philadelphia) | Owen Sound Attack (OHL)                |
| 64    | Filip Novák (Obránce)              | Česko     | New York Rangers (z Detroitu Red Wings)           | Regina Pats (WHL)                      |
| 65    | David Morisset (Pravé křídlo)      | Kanada    | St. Louis Blues                                   | Seattle Thunderbirds (WHL)             |

### 3. kolo
| Výběr | Hráč                                | Národnost | Tým NHL                                                                              | Vysokoškolský/juniorský/tehdejší tým |
| ----- | ----------------------------------- | --------- | ------------------------------------------------------------------------------------ | ------------------------------------ |
| 66    | Tuukka Makela (Levé křídlo)         | Finsko    | Boston Bruins                                                                        | HIFK (Finsko)                        |
| 67    | Max Birbraer (Levé křídlo)          | Kanada    | New Jersey Devils (z Vancouveru přes Atlanta)                                        | Newmarket Hurricanes (OPJHL)         |
| 68    | Joel Lundqvist (Střední útočník)    | Švédsko   | Dallas Stars (z Minnesoty)                                                           | Frolunda HC (Švédsko)                |
| 69    | Ben Knopp (Pravé křídlo)            | Kanada    | Columbus Blue Jackets                                                                | Moose Jaw Warriors (WHL)             |
| 70    | Mikael Tellqvist (Brankář)          | Švédsko   | Toronto Maple Leafs (z Tampy Bay)                                                    | Djurgardens IF (Švédsko)             |
| 71    | Thatcher Bell (Střední útočník)     | Kanada    | Vancouver Canucks (z New York Islanders)                                             | Rimouski Océanic (QMJHL)             |
| 72    | Mattias Nilsson (Obránce)           | Švédsko   | Nashville Predators                                                                  | Modo Hockey (Švédsko)                |
| 73    | Sergej Zinovjev (Pravé křídlo)      | Rusko     | Boston Bruins                                                                        | Novokuzněck (Rusko)                  |
| 74    | Igor Radulov (Levé křídlo)          | Rusko     | Chicago Blackhawks (ze San Jose přes Tampa Bay přes New York Rangers přes Nashville) | Jaroslavl (Rusko)                    |
| 75    | Justin Papineau (Pravé křídlo)      | Kanada    | St. Louis Blues (z Calgary)                                                          | Belleville Bulls (OHL)               |
| 76    | Michael Rupp (Levé křídlo)          | USA       | New Jersey Devils (z Chicaga)                                                        | Erie Otters (OHL)                    |
| 77    | Robert Fried (Pravé křídlo)         | USA       | Florida Panthers (z Vancouveru)                                                      | Deerfield (USHSE)                    |
| 78    | Jozef Balej (Pravé křídlo)          | Slovensko | Montreal Canadiens (z Anaheimu)                                                      | Portland Winter Hawks (OHL)          |
| 79    | Tyler Hanchuck (Obránce)            | Kanada    | Montreal Canadiens                                                                   | Brampton Battalion (OHL)             |
| 80    | Ryan Bayda (Levé křídlo)            | Kanada    | Carolina Hurricanes                                                                  | University of North Dakota (WCHA)    |
| 81    | Alexandr Charitonov (Pravé křídlo)  | Rusko     | Tampa Bay Lightning (z Buffala)                                                      | HC Dynamo Moskva (Rusko)             |
| 82    | Sean O'Connor (Pravé křídlo)        | Kanada    | Florida Panthers (ze San Jose)                                                       | Moose Jaw Warriors (WHL)             |
| 83    | Alexandr Ljubimov (Obránce)         | Rusko     | Edmonton Oilers                                                                      | CSK VVS Samara (Rusko)               |
| 84    | Peter Hamerlík (Brankář)            | Slovensko | Pittsburgh Penguins                                                                  | HK 36 Skalica (Slovensko)            |
| 85    | Ramzi Abid (Levé křídlo)            | Kanada    | Phoenix Coyotes                                                                      | Halifax Mooseheads (QMJHL)           |
| 86    | Yanick Lehoux                       | Kanada    | Los Angeles Kings                                                                    | Baie-Comeau Drakkar (QMJHL)          |
| 87    | Jan Boháč (střední útočník)         | Česko     | Ottawa Senators                                                                      | HC Slavia Praha (Česko)              |
| 88    | Kurt Sauer (Obránce)                | USA       | Colorado Avalanche                                                                   | Spokane Chiefs (WHL)                 |
| 89    | Libor Pivko (Levé křídlo)           | Česko     | Nashville Predators (z Floridy)                                                      | HC Femax Havířov (Česko)             |
| 90    | Jean-Francois Racine (Brankář)      | Kanada    | Toronto Maple Leafs                                                                  | Drummondville Voltigeurs (QMJHL)     |
| 91    | Alexej Těreščenko (Střední útočník) | Rusko     | Dallas Stars                                                                         | HC Dynamo Moskva (Rusko)             |
| 92    | Sergej Kljazmin (Levé křídlo)       | Rusko     | Colorado Avalanche (z Washingtonuu)                                                  | THK Tver (Rusko)                     |
| 93    | Tim Branham (Obránce)               | USA       | Vancouver Canucks (z New Jersey)                                                     | Barrie Colts (OHL)                   |
| 94    | Alexandr Drozdeckij (Pravé křídlo)  | Rusko     | Philadelphia Flyers                                                                  | SKA Petrohrad (Rusko)                |
| 95    | Dominic Moore (Střední útočník)     | Kanada    | New York Rangers (z Detroitu)                                                        | Harvard (ECAC)                       |
| 96    | Antoine Bergeron (Brankář)          | Kanada    | St. Louis Blues                                                                      | Val d'Or Foreurs (QMJHL)             |

### 4. kolo
| Výběr | Hráč                                 | Národnost | Tým NHL                                                       | Vysokoškolský/juniorský/tehdejší tým |
| ----- | ------------------------------------ | --------- | ------------------------------------------------------------- | ------------------------------------ |
| 97    | Niclas Wallin (Obránce)              | Švédsko   | Carolina Hurricanes (z Atlanty)                               | Brynas IF (Švédsko)                  |
| 98    | Jonas Rönnqvist (Levé křídlo)        | Švédsko   | Anaheim Ducks (z Columbusu přes New York Islanders)           | Lulea HF (Švédsko)                   |
| 99    | Marc Cavosie (C/LK)                  | USA       | Minnesota Wild                                                | Rensselaer (ECAC)                    |
| 100   | Miguel Delisle                       | Kanada    | Toronto Maple Leafs (z Tampy Bay)                             | Ottawa 67's (OHL)                    |
| 101   | Arto Tukio (Obránce)                 | Finsko    | New York Islanders                                            | Ilves (Finsko)                       |
| 102   | Stefan Liv (Brankář)                 | Švédsko   | Detroit Red Wings (z Nashvillu)                               | HV 71 (Švédsko)                      |
| 103   | Brett Nowak (C/LK)                   | USA       | Boston Bruins                                                 | Harvard (ECAC)                       |
| 104   | Jon Disalvatore (Pravé křídlo)       | USA       | New York Rangers (ze San Jose)                                | Providence (Hockey East)             |
| 105   | Vladimir Gorbunov (Útočník)          | Rusko     | New York Islanders (z Calgary přes Tampa Bay)                 | HC Moskva (Rusko)                    |
| 106   | Scott Balan (Obránce)                | Kanada    | Chicago Blackhawks                                            | Regina Pats (WHL)                    |
| 107   | Carl Mallette (Střední útočník)      | Kanada    | Atlanta Thrashers                                             | Victoriaville (QMJHL)                |
| 108   | Blake Robson (Střední útočník)       | Kanada    | Atlanta Thrashers (z Anaheimu přes Carolina)                  | Portland Winter Hawks (WHL)          |
| 109   | Johan Eneqvist (Levé křídlo)         | Švédsko   | Montreal Canadiens                                            | Leksands IF Jr. (Švédsko)            |
| 110   | Jared Newman (Obránce)               | USA       | Carolina Hurricanes                                           | Plymouth Whalers (OHL)               |
| 111   | Ghyslain Rousseau (Brankář)          | Kanada    | Buffalo Sabres                                                | Baie-Comeau Drakkar (QMJHL)          |
| 112   | Přemysl Duben (Obránce)              | Česko     | New York Rangers (ze San Jose)                                | Jihlava (Česko)                      |
| 113   | Lou Dickenson (C/LK)                 | Kanada    | Edmonton Oilers                                               | Mississauga Ice Dogs (OHL)           |
| 114   | Christian Larrivee (Střední útočník) | Kanada    | Montreal Canadiens (z Pittsburghuh)                           | Chicoutimi Saguenéens (QMJHL)        |
| 115   | Chris Eade (Obránce)                 | Kanada    | Florida Panthers (z Phoenixu)                                 | North Bay Centennials (OHL)          |
| 116   | Levente Szuper (Brankář)             | Maďarsko  | Calgary Flames (z Buffala přes Washington)                    | Ottawa 67's (OHL)                    |
| 117   | Olli Malmivaara (Obránce)            | Finsko    | Chicago Blackhawks (z Los Angeles)                            | Jokerit Jr. (Finsko)                 |
| 118   | Ľubomír Višňovský (Obránce)          | Slovensko | Los Angeles Kings (z Ottawy),                                 | Bratislava (Slovensko)               |
| 119   | Brian Fahey (Obránce)                | USA       | Colorado Avalanche                                            | Wisconsin, (WCHA)                    |
| 120   | Davis Parley (Brankář)               | Kanada    | Florida Panthers                                              | Kamloops Blazers (WHL)               |
| 121   | Ryan Vanbuskirk (Obránce)            | Kanada    | Washington Capitals (z Toronta přes Anaheim and Chicago)      | Sarnia Sting (OHL)                   |
| 122   | Derrick Byfuglien (Obránce)          | USA       | Ottawa Senators                                               | Fargo-Moorhead (USHL)                |
| 123   | Vadim Chomickij                      | Rusko     | Dallas Stars                                                  | HC Moskva (Rusko)                    |
| 124   | Michel Ouellet (Pravé křídlo)        | Kanada    | Pittsburgh Penguins (z Washingtonu přes Anaheim and Montreal) | Rimouski (QMJHL)                     |
| 125   | Phil Cole (Obránce)                  | Kanada    | New Jersey Devils                                             | Lethbridge (WHL)                     |
| 126   | Johan Hagglund (Střední útočník)     | Švédsko   | Tampa Bay Lightning (z Philadelphia)                          | Modo Jr. (Švédsko)                   |
| 127   | Dmitrij Semjonov (Křídelní útočník)  | Rusko     | Detroit Red Wings                                             | HC Dynamo Moskva (Rusko)             |
| 128   | Alexandr Seljanov (Obránce)          | Rusko     | Detroit Red Wings                                             | Volný hráč (Rusko)                   |
| 129   | Troy Riddle (C/PK)                   | USA       | St. Louis Blues                                               | Des Moines Buccaneers (USHL)         |
| 130   | Aaron Van Leusen (C/PK)              | Kanada    | Detroit Red Wings                                             | Brampton (OHL)                       |

### 5. kolo
| Výběr | Hráč                                  | Národnost  | Tým NHL                                            | Vysokoškolský/juniorský/tehdejší tým |
| ----- | ------------------------------------- | ---------- | -------------------------------------------------- | ------------------------------------ |
| 131   | Matt Hendricks (Střední útočník)      | USA        | Nashville Predators (z Atlanty)                    | Blaine (USHSW)                       |
| 132   | Maxim Sušinskij (Křídelní útočník)    | Rusko      | Minnesota Wild                                     | Avangard Omsk (Rusko)                |
| 133   | Petteri Nummelin (Obránce)            | Finsko     | Columbus Blue Jackets                              | Davos (Švýcarsko)                    |
| 134   | Peter Podhradský (Obránce)            | Slovensko  | Mighty Ducks of Anaheim (z Tampy Bay)              | Bratislava (Slovensko)               |
| 135   | Mike Danton (Střední útočník)         | Kanada     | New Jersey Devils                                  | Barrie (OHL)                         |
| 136   | Dimitrij Upper (Střední útočník)      | Kazachstán | New York Islanders                                 | Nizhny Novgorod (Kazakhstan)         |
| 137   | Mike Stuart (Obránce)                 | USA        | Nashville Predators                                | Colorado (WCHA)                      |
| 138   | Scott Heffernan (Obránce)             | USA        | Columbus Blue Jackets (z Bostonu)                  | Sarnia Sting (OHL]                   |
| 139   | Ruslan Bernikov (Pravé křídlo)        | Rusko      | Dallas Stars                                       | Chabarovsk (Rusko)                   |
| 140   | Nathan Martz (Střední útočník)        | Kanada     | New York Rangers                                   | Chilliwack (BCJHL)                   |
| 141   | Wade Davis (Obránce)                  | Kanada     | Calgary Flames                                     | Calgary (WHL)                        |
| 142   | Michael Pinc (C/LK)                   | Kanada     | San Jose Sharks (z Chicaga)                        | Rouyn-Noranda (QMJHL)                |
| 143   | Brandon Snee (Brankář)                | USA        | New York Rangers (ze San Jose)                     | Union College (ECAC)                 |
| 144   | Pavel Duma (Střední útočník)          | Rusko      | Vancouver Canucks                                  | Neftěchimik (Rusko)                  |
| 145   | Ryan Glenn (Obránce)                  | Kanada     | Montreal Canadiens (z Anaheimu)                    | Walpole (EJHL)                       |
| 146   | David Kočí (Obránce)                  | Česko      | Pittsburgh Penguins (z Montrealuu)                 | Sparta Praha Jr (Česko)              |
| 147   | Matt McRae (Střední útočník)          | USA        | Atlanta Thrashers (z Caroliny)                     | Cornell (ECAC)                       |
| 148   | Kristofer Ottosson (Křídelní útočník) | Švédsko    | New York Islanders (z Caroliny přes Philadelphia)  | Djurgardens IF (Švédsko)             |
| 149   | Denis Denisov (Levé křídlo)           | Rusko      | Buffalo Sabres                                     | HC Moskva, Rusko                     |
| 150   | Tyler Kolarik (Střední útočník)       | USA        | Columbus Blue Jackets (ze San Jose přes Buffalo)   | Deerfield (USHSE)                    |
| 151   | Alexandr Barkunov (Obránce)           | Rusko      | Chicago Blackhawks (z Los Angeles přes Washington) | Jaroslavl (Rusko)                    |
| 152   | Paul Flache (Obránce)                 | Kanada     | Edmonton Oilers                                    | Brampton (OHL)                       |
| 153   | Bill Cass (Obránce)                   | USA        | Mighty Ducks of Anaheim (z Pittsburghuh)           | Boston College (ECAC)                |
| 154   | Matt Koalska (Střední útočník)        | USA        | Nashville Predators (z Phoenixu přes Edmonton)     | Twin Cities (USHL)                   |
| 155   | Travis Moen (Levé křídlo)             | Kanada     | Calgary Flames                                     | Kelowna (WHL)                        |
| 156   | Greg Zanon (Obránce)                  | Kanada     | Ottawa Senators (z Los Angeles)                    | Nebraska-Omaha (CCHA)                |
| 157   | Grant Potulny (C/LK)                  | USA        | Ottawa Senators (Los Angeles)                      | Lincoln (USHL)                       |
| 158   | Sean Connolly                         | USA        | Ottawa Senators                                    | Northern Michigan (CCHA)             |
| 159   | John-Michael Liles (Obránce)          | USA        | Colorado Avalanche                                 | Michigan State (CCHA)                |
| 160   | Nate Kiser (Obránce)                  | Kanada     | Phoenix (z Floridy)                                | Plymouth Whalers (OHL)               |
| 161   | Pavel Šedov (Ú)                       | Rusko      | Tampa Bay Lightning (z Toronta)                    | Voskresensk (Rusko)                  |
| 162   | Artěm Černov (Střední útočník)        | Rusko      | Dallas Stars                                       | Novokuzněck (Rusko)                  |
| 163   | Ivan Něprjajev (Křídelní útočník)     | Rusko      | Washington Capitals                                | Jaroslavl (Rusko)                    |
| 164   | Matúš Kostúr (Brankář)                | Slovensko  | New Jersey Devils                                  | Banská Bystrica (Slovensko)          |
| 165   | Nathan Marsters (Brankář)             | Kanada     | Los Angeles Kings (z Philadelphia)                 | Chilliwack (BCJHL)                   |
| 166   | Nolan Schaefer (Brankář)              | Kanada     | San Jose Sharks (z Detroitu)                       | Providence College                   |
| 167   | Craig Weller (Obránce)                | Kanada     | St. Louis Blues                                    | Calgary Canucks (AJHL)               |

### 6. kolo
| Výběr | Hráč                              | Národnost          | Tým NHL                                                     | Vysokoškolský/juniorský/tehdejší tým |
| ----- | --------------------------------- | ------------------ | ----------------------------------------------------------- | ------------------------------------ |
| 168   | Zdeněk Šmíd (Brankář)             | Česko              | Atlanta Thrashers                                           | Karlovy Vary (Česko)                 |
| 169   | Shane Bendera (Brankář)           | USA                | Columbus Blue Jackets                                       | Red Deer Rebels (WHL)                |
| 170   | Eric Reitz (Obránce)              | USA                | Minnesota Wild                                              | Barrie Colts (OHL)                   |
| 171   | Roman Čechmánek (Brankář)         | Česko              | Philadelphia Flyers (z Tampy Bay)                           | Vsetín (Česko)                       |
| 172   | Scott Selig (C/PK)                | USA                | Montreal Canadiens (z New York Islanders přes Philadelphia) | Thayer Academy (USHSE)               |
| 173   | Tomáš Harant (Obránce)            | Slovensko          | Nashville Predators                                         | Žilina (Slovensko)                   |
| 174   | Jarno Kultanen (Obránce)          | Finsko             | Boston Bruins                                               | HIFK (Finsko)                        |
| 175   | Sven Helfenstein (C/PK)           |                    | New York Rangers                                            | Kloten (Švýcarsko)                   |
| 176   | Jukka Hentunen (Křídelní útočník) | Finsko             | Calgary Flames                                              | HPK (Finsko)                         |
| 177   | Michael Ayers (Brankář)           | USA                | Chicago Blackhawks                                          | Dubuque (USHL)                       |
| 178   | Jeff Dwyer (Obránce)              | USA                | Atlanta Thrashers (z Vancouveru přes Philadelphia)          | Choate Rosemary Hall (USHSE)         |
| 179   | Vadim Sožinov (Střední útočník)   | Rusko              | Toronto Maple Leafs (z Anaheimuu)                           | Novokuzněck (Rusko)                  |
| 180   | Darcy Hordichuk (Levé křídlo)     | Kanada             | Atlanta Thrashers (z Montrealu)                             | Saskatoon Blades (WHL)               |
| 181   | Justin Forrest (Obránce)          | USA                | Carolina Hurricanes                                         | US National U-18, Exhibition         |
| 182   | Petr Chvojka (Obránce)            | Česko              | Buffalo Sabres                                              | Plzeň Jr. (Česko)                    |
| 183   | Michael Macho (Střední útočník)   | Slovensko          | San Jose Sharks                                             | Martin (Slovensko)                   |
| 184   | Shaun Norrie (Pravé křídlo)       | Kanada             | Edmonton Oilers                                             | Calgary Hitmen (WHL)                 |
| 185   | Patrick Foley (Levé křídlo)       | USA                | Pittsburgh Penguins                                         | U. of New Hampshire (Hockey East)    |
| 186   | Brent Gauvreau (Střední útočník)  | Kanada             | Phoenix Coyotes                                             | Oshawa Generals (OHL)                |
| 187   | Pär Bäcker (Střední útočník)      | Švédsko            | Detroit Red Wings (z Los Angeles)                           | Grums (Švédsko)                      |
| 188   | Jason Maleyko (Obránce)           | Kanada             | Ottawa Senators                                             | Brampton Battalion (OHL)             |
| 189   | Chris Bahen (Obránce)             | USA                | Colorado Avalanche                                          | Clarkson University (ECAC)           |
| 190   | Josh Olson (Levé křídlo)          | USA                | Florida Panthers                                            | Omaha Lancers (USHL)                 |
| 191   | Aaron Gionet (Obránce)            | Kanada             | Tampa Bay Lightning (z Toronta)                             | Kamloops Blazers (WHL)               |
| 192   | Ladislav Vlček (Pravé křídlo)     | Česko              | Dallas Stars                                                | Kladno Jr. (Česko)                   |
| 193   | Joey Martin (Obránce)             | USA                | Chicago Blackhawks (z Washingtonu)                          | Omaha Lancers (USHL)                 |
| 194   | Deryk Engelland (Obránce)         | Kanada             | New Jersey Devils                                           | Moose Jaw Warriors (WHL)             |
| 195   | Colin Shields (Pravé křídlo)      | Spojené království | Philadelphia Flyers                                         | Cleveland Jr. Barons (NAHL)          |
| 196   | Paul Ballantyne (Obránce)         | Kanada             | Detroit Red Wings                                           | Sault Ste. Marie Greyhounds (OHL)    |
| 197   | Zbyněk Irgl (Levé křídlo)         | Česko              | Nashville Predators (ze St. Louis)                          | HC Vítkovice (Česko)                 |

### 7. kolo
| Výběr | Hráč                 | Tým NHL                                                  | Vysokoškolský/juniorský/tehdejší tým |
| ----- | -------------------- | -------------------------------------------------------- | ------------------------------------ |
| 198   | Ken Magowan LW       | New Jersey (z Atlanty)                                   | Vernon (BCJHL)                       |
| 199   | Brian Passmore C     | Minnesota                                                | Ottawa (OHL)                         |
| 200   | Janne Jokila LW      | Columbus                                                 | TPS Jr. (Finsko)                     |
| 201   | Jevgenij Fjodorov C  | Los Angeles (z Washingtonuu přes Tampu Bay)              | Molot Perm (Rusko)                   |
| 202   | Ryan Caldwell D      | New York Islanders (z Tampy Bay přes New York Islanders) | Thunder Bay (USHL)                   |
| 203   | Jure Penko G         | Nashville                                                | Green Bay (USHL)                     |
| 204   | Chris Berti C/LK     | Boston                                                   | Sarnia (OHL)                         |
| 205   | Henrik Lundqvist G   | New York Rangers                                         | Frolunda (Švédsko)                   |
| 206   | Tim Eriksson C       | Los Angeles (z Calgary přes Washington)                  | Frolunda (Švédsko)                   |
| 207   | Cliff Loya D         | Chicago                                                  | Maina H.E.                           |
| 208   | Brandon Reid C       | Vancouver                                                | Halifax (QMJHL)                      |
| 209   | Markus Seikola D     | Toronto (z Anaheimu)                                     | TPS Jr. (Finsko)                     |
| 210   | John Eichelberger C  | Philadelphia (z Montrealu přes Tampa Bay)                | Green Bay (USHL)                     |
| 211   | Joe Cullen C/LK      | Edmonton                                                 | Colorado (WCHA)                      |
| 212   | Magnus Kahnberg Ú    | Carolina                                                 | Frolunda (Švédsko)                   |
| 213   | Vasilij Bizjajev PK  | Buffalo                                                  | CSKA Jr. (Rusko)                     |
| 214   | Peter Bartoš K       | Minnesota (ze San Jose)                                  | Budějovice (Česko).                  |
| 215   | Matthew Lombardi C   | Edmonton                                                 | Victoriaville (QMJHL)                |
| 216   | Jim Abbott LK        | Pittsburgh                                               | New Hampshire H.E.                   |
| 217   | Igor Samojlov O      | Phoenix                                                  | Jaroslavl (Rusko)                    |
| 218   | Craig Olynick O      | LA Kings                                                 | Seattle                              |
| 219   | Marco Tuokko C       | Dallas                                                   | TPS (Finsko)                         |
| 220   | Paul Gaustad C/LK    | Buffalo (z Ottawy přes Tampa Bay)                        | Portland (WHL)                       |
| 221   | Aaron Molnar B       | Colorado                                                 | London (OHL)                         |
| 222   | Marek Priechodský O  | Tampa Bay (z Floridy)                                    | Bratislava (Slovensko)               |
| 223   | Luboš Velebný O      | Toronto                                                  | Zvolen Jr. (Slovensko)               |
| 224   | Antti Miettinen C    | Dallas                                                   | HPK (Finsko)                         |
| 225   | Vladislav Lučkin C   | Chicago (z Washingtonu)                                  | Čerepovec (Rusko)                    |
| 226   | Brian Eklund B       | Tampa Bay (z New Jersey)                                 | Brown (ECAC)                         |
| 227   | Guillaume Lefebvre C | Philadelphia                                             | Rouyn-Noranda (QMJHL)                |
| 228   | Jimmie Svensson Ú    | Detroit                                                  | Vasteras IK Jr. (Švédsko)            |
| 229   | Brett Lutes LK       | St. Louis                                                | Montreal (QMJHL)                     |

### 8. kolo
| Výběr | Hráč                  | Tým NHL                        | Vysokoškolský/juniorský/tehdejší tým |
| ----- | --------------------- | ------------------------------ | ------------------------------------ |
| 230   | Samu Isosalo RW       | Atlanta                        | North Bay (OHL)                      |
| 231   | Pete Zingoni C        | Columbus                       | New England (EJHL)                   |
| 232   | Ľubomír Sekeráš D     | Minnesota                      | Třinec (Česko)                       |
| 233   | Alexandr Polukejev    | Tampa Bay                      |                                      |
| 234   | Janis Sprukts C       | Florida (z New York Islanders) | Lukko Jr. (Finsko)                   |
| 235   | Craig Kowalski G      | Carolina                       | Compuware (NAHL)                     |
| 236   | Mats Christeen D      | Nashville                      | Sodertalje Jr. (Švédsko)             |
| 237   | Zdeněk Kutlák D       | Boston                         | Budějovice (Česko)                   |
| 238   | Dan Eberly D          | New York Rangers               | Rensselaer (ECAC)                    |
| 239   | David Hájek D         | Calgary                        | Chomutov (Česko)                     |
| 240   | Adam Berkhoel G       | Chicago                        | Twin Cities (USHL)                   |
| 241   | Nathan Barrett C      | Vancouver                      | Lethbridge (WHL)                     |
| 242   | Evan Nielsen D        | Atlanta (z Anaheimu)           | Notre Dame (CCHA)                    |
| 243   | Joni Puurula G        | Montreal                       | Hermes Mestis                        |
| 244   | Eric Bowen PK         | Atlanta (z Caroliny)           | Portland (WHL)                       |
| 245   | Dan Welch PK          | Los Angeles (z Buffala)        | Minnesota (WCHA)                     |
| 246   | Chad Wiseman LK       | San Jose                       | Mississauga (OHL)                    |
| 247   | Jason Platt O         | Edmonton                       | Omaha (USHL)                         |
| 248   | Steven Crampton PK    | Pittsburgh                     | Moose Jaw (WHL)                      |
| 249   | Sami Venalainen PK    | Phoenix                        | Tappara Jr. (Finsko)                 |
| 250   | Flavien Conne C       | Los Angeles                    | Freibourg (Švýcarsko)                |
| 251   | Todd Jackson PK       | Detroit (z Ottawy)             | US National Under 18 Exhibition.     |
| 252   | Darryl Bootland PK    | Colorado                       | Toronto St. Michael\'s (OHL)         |
| 253   | Matthew Sommerfeld LK | Florida                        | Swift Current (WHL)                  |
| 254   | Alexandr Šinkar       | Toronto                        |                                      |
| 255   | Eric Johansson C      | Minnesota (z Dallasu)          | Tri-City (WHL)                       |
| 256   | Pasi Saarinen O       | San Jose (z Washingtonuu)      | Ilves (Finsko)                       |
| 257   | Warren McCutcheon C   | New Jersey                     | Lethbridge (WHL)                     |
| 258   | Sean McMorrow O       | Buffalo (z Calgary)            | Kitchener (OHL)                      |
| 259   | Regan Kelly O         | Philadelphia                   | Nipawin (SJHL)                       |
| 260   | Jevgenij Bumagin      | Detroit                        | HK Moskva (Rusko)                    |
| 261   | Reinhard Divis G      | St. Louis                      | Leksands IF (Švédsko)                |

### 9. kolo
| Výběr | Hráč                 | Tým NHL                          | Vysokoškolský/juniorský/tehdejší tým |
| ----- | -------------------- | -------------------------------- | ------------------------------------ |
| 262   | Peter Flache C       | Chicago (z Atlanty)              | Guelph (OHL)                         |
| 263   | Thomas Ziegler F     | Tampa Bay (z New Jersey)         | HC Ambri Piotta (Švýcarsko)          |
| 264   | Dimitrij Altarev Ú   | New York Islanders (z Columbusu) | Penza (Rusko)                        |
| 265   | Jean-Philippe Cote O | Toronto (z Tampy Bay)            | Cape Breton (QMJHL)                  |
| 266   | Sean Kotary C        | Colorado (z New York Islanders)  | Northwood Prep (USHSE)               |
| 267   | Tomi Pettinen O      | New York Islanders (z Nashvillu) | Ilves (Finsko)                       |
| 268   | Pavel Kolařík O      | Boston                           | Slavia Praha (Česko)                 |
| 269   | Martin Richter O     | New York Rangers                 | Saipa (Česko)                        |
| 270   | Micki Dupont O       | Calgary                          | Kamloops (WHL)                       |
| 271   | Reto Von Arx Ú       | Chicago                          | Davos (Švýcarsko)                    |
| 272   | Tim Smith C          | Vancouver                        | Spokane (WHL)                        |
| 273   | Roman Šimíček C      | Pittsburgh (z Anaheimuu)         | HPK (Finsko)                         |
| 274   | Jevgenij Muratov LK  | Edmonton                         | Neftěchimik (Rusko)                  |
| 275   | Jonathan Gauthier O  | Montreal                         | Rouyn-Noranda (QMJHL)                |
| 276   | Troy Ferguson Ú      | Carolina                         | Michigan State (CCHA)                |
| 277   | Ryan Courtney LK     | Buffalo                          | Windsor (OHL)                        |
| 278   | Martin Paroulek Ú    | Columbus (ze San Jose)           | Slovnaft Vsetín (Česko)              |
| 279   | Andreas Lindstrom    | Boston (z Edmontonu)             | Lulea (Švédsko)                      |
| 280   | Nick Boucher B       | Pittsburgh                       | Dartmouth (ECAC)                     |
| 281   | Peter Fabuš Ú        | Phoenix                          | Trenčín (Slovensko)                  |
| 282   | Carl Grahn B         | Los Angeles                      | Kalpa Jr. (Finsko)                   |
| 283   | James Demone O       | Ottawa                           | Portland (WHL)                       |
| 284   | Martin Hohener O     | Nashville                        | Kloten (Švýcarsko)                   |
| 285   | Blake Ward B         | Colorado                         | Tri-City (WHL)                       |
| 286   | Andrej Nedorost C    | Columbus (z Floridy)             | Trenčín Jr. (Slovensko)              |
| 287   | Milan Kopecký LK     | Philadelphia (z Tampy Bay)       | Slavia Praha Jr. (Česko)             |
| 288   | Mark McRae O         | Atlanta (z Dallasu)              | Cornell (ECAC)                       |
| 289   | Björn Nord O         | Washington (z Calgary)           | Djurgarden (Švédsko)                 |
| 290   | Simon Gamache C      | Atlanta (z New Jersey)           | Val d'Or (QMJHL)                     |
| 291   | Arne Ramholt O       | Chicago (z Philadelphia)         | Kloten (Švýcarsko)                   |
| 292   | Louis Mandeville O   | Columbus (z Detroitu)            | Rouyn-Noranda (QMJHL)                |
| 293   | Lauri Kinos O        | St. Louis                        | Montreal (QMJHL)                     |